# Soga Takaki
Takaki Soga (sinh ngày 9 tháng 7 năm 1990) là một cầu thủ bóng đá người Nhật Bản.

## Sự nghiệp câu lạc bộ
Takaki Soga đã từng chơi cho Mito HollyHock.